# Secrétariat permanent pour la Prévention des pollutions et des risques industriels
Un secrétariat permanent pour la Prévention des pollutions et des risques industriels (S3PI ou SPPPI ou SPPPRI) est en France un groupe de divers partenaires, rassemblés par un ou plusieurs préfets, dont le travail vise à diminuer le risque industriel et de pollution dans et autour de certaines entreprises (entreprise et installation classée pour la protection de l'environnement, dont installations classées au titre de la directive Seveso).
Le SPPPRI est chargé d'étudier les fonctions de surveillance et de prévention des pollutions et le cas échéant de faire des propositions d'amélioration, pour une meilleure maîtrise du risque industriel. 
La loiprécise que le groupe a vocation à produire des réflexions mais aussi des études sur des thèmes liés à la prévention des pollutions et des risques industriels dans sa zone de compétence, y compris sur la question des transports amont et aval de matières dangereuses.

## Modalité de création
La loi permet au préfet  de fixer  « les modalités selon lesquelles les travaux des secrétariats permanents pour la Prévention des pollutions et des risques industriels » lui seront présentés.
Ce groupe peut solliciter une expertise externe, voire une contre-expertise et évoquer des questions aussi diverses que les moyens de prévention gestion des risques (cindynique), incluant les systèmes d’alerte environnementale et la préparation des riverains à un éventuel accident, les moyens de traiter des séquelles de pollution (Dépollution des sols ou sédiments pollués, etc.).

## Missions
Le décret précise que « Par l'information et la concertation, les SPPPRI visent notamment à favoriser les actions tendant à maîtriser les pollutions et nuisances de toutes natures et à prévenir les risques technologiques majeurs des installations classées visées à l'article L. 511-1 du code de l'environnement. 

Ce sont  « des lieux de débats sur les orientations prioritaires en matière de prévention des pollutions et des risques industriels » (dans leur zone de compétence)

Ils doivent « contribuer à l'échange ainsi qu'à la diffusion des bonnes pratiques en matière d'information et de participation des citoyens à la prévention des pollutions et des risques industriels ».

## Financement
Le groupe dispose d’un budget, d’un secrétariat et de l’assistance des services concernés de l’État ou d’agences (agence de l’eau, Ademe..)

## Modalités de création
Le SPPPI est créé par le préfet pour une zone géographique précisée par lui « Art.D. 125-35
L'arrêté préfectoral peut être préfectoral ou interpréfectoral selon la zone géographique qu’il couvre. Dans ce cas l’un des préfets sera coordinateur. 
La liste de ses membres est fixée par le préfet. Ceux-là sont :
- des représentants des services de l'État ;
- des collectivités territoriales ;
- des entreprises ou organismes à caractère industriel ;
- des associations de protection de l’environnement ;
- des personnes reconnues comme qualifiées ;

ainsi éventuellement que :
- « des personnes physiques travaillant ou résidant dans la zone ».